# Введенский (Белгородская область)
Введенский — хутор в Ракитянском районе Белгородской области России, в составе Введено-Готнянского сельского поселения.

## География
Высота над уровнем моря — 207 м.

## Население
| 2002 | 2010 |
| ---- | ---- |
| 49   | ↘31  |